# Coleura seychellensis
Coleura seychellensis es una especie de murciélago de la familia Emballonuridae.

## Distribución geográfica
Es  endémica de Seychelles, solo se puede encontrar en las islas de Silhouette y prasina Mahe.

## Estado de conservación
Es uno de los animales más amenazados de extinción del planeta ya que se cree que no hay más de 100 ejemplares.